# 109 Batalion Schutzmannschaft
109 Batalion Schutzmannschaft (niem. Schutzmannschaftsbataillon 109) – kolaboracyjna jednostka zmilitaryzowanej policji złożona z Ukraińców podczas II wojny światowej

## Historia
Batalion został sformowany pod koniec 1941 w Winnicy. Na jego czele stanął Iwan Omelianowicz-Pawlenko, brat słynnego gen. Mychajła Omelianowicza-Pawlenki. W skład jednostki weszło wielu Ukraińców z rozwiązanego przez Niemców Kurenia Bukowińskiego, ratując się częściowo przed hitlerowskimi represjami. Batalion pełnił początkowo rolę policji miejskiej w Białej Cerkwi, zaś na początku 1942 otrzymał status Batalionu Schutzmannschaften. Ukraińcy zwalczali miejscową partyzantkę. Wkrótce przeniesiono ich do Żmerynki. Z inicjatywy I. Omelianowicza-Pawlenki w obu miastach rozwinęło się życie społeczno-kulturalne, skupione wokół Klubów Ukraińskich. Ukraińscy policjanci występowali pod ukraińskim sztandarem, używali też narodowych znaków wojskowych z czasów Ukraińskiej Republiki Ludowej. Pododdziałami batalionu dowodzili oficerowie i podoficerowie byłej Armii URL. Dowódcami kompanii byli m.in. sotnik M. Feszczenko-Czopiwski, por. P. Ładoga, por. P. Manczenko. W poł. 1942 Ukraińców przerzucono na okupowaną Białoruś, gdzie kontynuowali ciężkie walki z partyzantami. W maju 1943 I. Omelianowicz-Pawlenko został odznaczony Medalem za Odwagę dla Narodów Wschodnich 2 klasy. Odznaczenia otrzymało też ponad 20 innych oficerów i policjantów. Od poł. 1943 nowym dowódcą batalionu był kpt. M. Feszczenko-Czopiwski. W wyniku walk z partyzantami zginęło ok. 120 Ukraińców. W marcu 1944 batalion został przeniesiony do Galicji, gdzie wkrótce rozwiązano go z powodu dużych strat osobowych.